# Кудь
Кудь — река в Тверской области России, правый приток Волги.
Вытекает из озера Долгое. Основные притоки: Половизьма (Мостовлянка), Половка, Пучинка. Крупнейший населённый пункт, расположенный на реке, — село Забелино. Длина — 39 км, площадь водосборного бассейна — 503 км². Впадает в протоку Волги между озёрами Вселуг и Пено. В бассейне реки расположены озёра Витьбино, Пнево, Трестино, Лопастица и Закочужье.